# Silvana Liceaga Gesualdo
Silvana Liceaga Gesualdo (Ciudad de México, 21 de julio de 1975) es una historiadora del arte, maestra, museóloga y gestora cultural especializada en estudios de género y cultura en espacios museísticos.
Integrante del Consejo Internacional de Museos (ICOM) y líder de cambio climático por la Fundación The Climate Reality Project de Al Gore.

## Formación
En 1997 ingresó a la Universidad del Claustro de Sor Juana en donde estudió la licenciatura de Arte, titulándose con  con la tesis y traducción del libro de Jane Blocker ¿Dónde está Ana Mendieta?.  
De 2007 a 2009 realizó una maestría en el Centro Cultural Casa Lamm sobre Estudios de Museos y Gestión del Arte obteniendo mención honorífica con su tesis ¿Dónde están las mujeres artistas en los espacios museísticos mexicanos? El fenómeno de la invisibilidad femenina en las exposiciones temporales en los museos nacionales de arte.
Algunos de los cursos que ha cursado para complementar su formación:
- Colegio de Imagen Pública (2020)

Curso de Imagen Pública 
- Museo de El Carmen, INAH y CESE (2010-2012)

Diplomado en Cultura Novohispana
Diplomado en Estudios Virreinales
- Centro Cultural Casa Lamm (2008)

Valuación de Arte y Antigüedades, impartido por el Mtro. Rafael Matos Moctezuma 
- Benemérita Universidad Autónoma de Puebla (BUAP) (2007)

Semiótica y Axiología, bajo la dirección del Prof. Denis Bertrand 
- Instituto Tecnológico y de Estudios Superiores de Monterrey (ITESM), Campus Sur, CDMX (2003)

Retórica de lo Visible, curso impartido por el Prof. Jean-Marie Klinkenberg 
- Universidad del Claustro de Sor Juana y Universidad Simón Bolívar (2001)

Logos e Imagen 

## Trayectoria
Su experiencia en museos, centros culturales, docencia y difusión cultural, ha dejado una huella imborrable en el mundo de la gestión cultural. Ha trabajado en diversos ámbitos, tanto en el sector público como la Secretaría de Cultura Federal y diversas secretarías de cultura en el interior de la República así como en el ámbito museístico privado, demostrando un compromiso incansable con la promoción y fortalecimiento de la cultura y el arte.
Tiene una trayectoria en el ámbito cultural y académico, es reconocida por sus contribuciones en estudios de perspectiva de género, con un perfil multifacético que abarca la literatura, la docencia y la gestión cultural.
Desde 2020 es directora de Museologando, una organización dedicada a la investigación y difusión del trabajo de mujeres artistas y artesanas a través de conferencias, cursos, librería, experiencias culturales y seminarios.
Colaboró como directora ejecutiva en la Fundación Hombre Naturaleza en la planeación estratégica, procuración de fondos, gestión de alianzas y patrocinios, implementación de talleres ambientales desarrollo de programas educativos y reforestaciones, del 2020 al 2022.
Fue conductora del programa de televisión Museologando transmitido por el canal México Travel Channel desde el 2017. Durante la pandemia colaboró cápsulas culturales para El Heraldo Radio en un programa que se hablaba de turismo cultural, gastronomía, arte y artesanías 2020-2022 .
En 2018 participa como Coordinadora General del Festival Internacional de Cortos Ambientales ECOFILM donde colaboró con dos ediciones.
Participó como coordinadora de Servicios Educativos y programación de actividades culturales y talleres, así como relaciones públicas y difusión de los Museos en la Fundación Cultural Antonio Haghenbeck y de Lama con la sede Museo Casa de la Bola.
De 2014 a 2016 fue Coordinadora de la licenciatura en Comunicación y Gestión de la Cultura en la Universidad de la Comunicación    
En el 2010 fue invitada a dirigir y realizar la propuesta museológica para el Museo de la Lotería Nacional.
Asistente de dirección para el proyecto Absolut Public Art Latin America, del 2004-2005.

## Curaduría
Silvana Gesualdo ha identificado el trabajo de artistas que desafían las normas de género y cuestionan las estructuras de poder existentes a través de su arte. Este enfoque ha permitido ampliar el diálogo sobre género en el ámbito artístico y dar visibilidad a artistas cuyas obras han sido históricamente subestimadas o ignoradas.
- Archivo Histórico CFE. 2024- Una historia de CFE, Fondo Rolando Morales Estévez.[12]
- Museo de la Mujer México. 2013 – Exposición temporal- Las mujeres en la historia de las artes y las ciencias.
- Museo de la Mujer México. 2012 – Exposición permanente - Las Mujeres Artistas en la Historia de México.
- International Museum of Women. 2010-2011-  Focusing in Latin America a Project of Economica –México.[13][14]

## Docencia
Silvana Gesualdo ha desarrollado una amplia trayectoria como docente en temas relacionados con la historia del arte, la museología y la gestión cultural con perspectiva de género. Desde 2020, dirige y organiza cursos en línea a través de su plataforma Museologando, ofreciendo programas educativos enfocados en mujeres artistas, historia de los museos y proyectos culturales.
- Museologando educación en línea:
  1. El universo de Aurora Reyes. 2024
  2. Museos Sexagenarios. 2024
  3. Identidad, representación y monumentos. 2024
  4. La maternidad en el Arte. 2024
  5. La historia de los museos nacionales. 2024
  6. 8 artistas feministas que debes conocer. 2024
  7. Los usurpadores del arte. 2024
  8. La formación de las artistas del siglo XIX-XX. 2023
  9. Mujeres, cine y representación. 2023
  10. Mujeres, arte y representación. 2023
  11. Mujeres en la Literatura. 2023
  12. Pasión y Arte. 2023
  13. Las casas museo. 2022
  14. Las muralistas. 2022
  15. Las surrealistas. 2022
  16. Frida y sus contemporáneas. 2022
  17. Historia de los museos en México. 2021
  18. Mujeres artistas en la historia del arte las artistas mexicanas. 2021
  19. Mujeres artistas en la historia del arte con perspectiva de género: la vanguardia feminista siglo XX. 2021
  20. Mujeres artistas en la historia del arte, del Romanticismo al Impresionismo. 2021
  21. Mujeres artistas en la historia del arte, del Rococó al Clasicismo. 2021
  22. Mujeres artistas en la historia del arte, del Renacimiento al Barroco. 2021
  23. Historia de los museos en México, a mi manera. 2020

- Curso presencial: Mujeres artistas del MUNAL, llevado a cabo del 6 de julio al 24 de agosto de 2024, en el Auditorio Best Maugard del Museo Nacional de Arte.[15]
- Curso híbrido: Gestión de proyectos culturales con perspectiva de género en museos, galerías y centros culturales, impartido en el Museo de El Carmen (INAH) de abril a junio de 2023.
- Curso presencial en el Museo Kaluz: Mujeres en el Arte 2023.
- Instructora del curso “La Historia de los Museos” en el Centro Universitario Incarnate Word e Insight Educación Creativa Certificada, Ciudad de México (2018-2019).
- Maestra de la materia Diseño de Proyectos Escénicos en el Posgrado de Políticas Culturales de la UAM-Iztapalapa (2014-2020).
- Docente en la Escuela Bancaria Comercial: Arte y negocios (2017).
- Diplomado Mujeres Artistas en la Historia del Arte, en colaboración con Mmuseos, ICOM México, Pinto mi Raya (2016).
- Diplomado Mujeres Artistas en la Historia del Arte, Universidad del Claustro de Sor Juana (2015).
- Docente de Mercadotecnia de Museos y Centros Culturales para la Maestría en Producción Artística y Marketing Cultural en el Instituto Universitario para la Cultura y las Artes REALIA, Xalapa, Veracruz (2015).
- Diplomado Mujeres Artistas en la Historia del Arte, Museo de la Mujer, FEMU, ICOM y Mmuseos (2015).
- Curso de Gestión de Museos y Galerías en la Universidad Autónoma de Aguascalientes (2014).
- Diplomado en Museología, INAH, CONACULTA y Museo de El Carmen (2013-2014).
- Docente en la Universidad de la Comunicación: asignaturas de Curaduría, Historia, Museografía, Museología y Mercado del Arte (2011-2016).
- ADIVAC – TRUEQUE ARTISTAS: Taller de arte y violencia sexual, enfocado en arte terapia (arte objeto) (2007-2008).
- ECO CLUB / Colegio Americano: Instructora de Historia de México y Arte, con clases in situ para primaria, secundaria y preparatoria. Se realizaron visitas a zonas arqueológicas e históricas de México, trabajo con comunidades de artesanos y talleres de sensibilización cultural en Zacatecas y Oaxaca (2004-2005).

## Capacitación
Ha impartido una diversidad de cursos y talleres dirigidos a instituciones culturales y educativas, centrados en la museología, la gestión cultural y la perspectiva de género. A través de estas iniciativas, Silvana Gesualdo ha contribuido al fortalecimiento de habilidades en mejores prácticas, enfocándose en iniciativas innovadoras y sostenibles. Su experiencia en capacitación incluye:
- Curso de capacitación para la Secretaría de Cultura de la Ciudad de México: “Mejoras en la gestión de espacios culturales” (2019).
- Taller en el 2º Diplomado Gestión Cultural, Ocio, Accesibilidad e Igualdad: Vinculación entre igualdad y gestión de proyectos. Colaboración con la SHCP, UNAM, INDEPEDI, YMCA y Fomento Cultural Banamex (2017).
- Capacitación sobre museología: Seminario Extensivo de la Cátedra Alfonso Pérez Romo, Universidad Autónoma de Aguascalientes (2017).
- Capacitación a los museos del Instituto Municipal de Cultura y Educación: Torreón, Coahuila (2017).
- Capacitación para el Museo Espacio: Instituto de Cultura de Aguascalientes (2016).
- Instructora en el Diplomado Gestión Cultural, Ocio, Tiempo Libre y Sustentabilidad: Tema: Elaboración y evaluación de proyectos culturales. Colaboración con SHCP, YMCA, Instituto Ortega-Vasconcelos, Fomento Cultural Banamex, Museo Franz Mayer y MUCHO (2016).
- 4º Simposio Internacional Ocio, Museos y Turismo: Taller “FODA aplicable a la creación de programas de turismo cultural sustentados en las necesidades de consumo y comunidad” (2015). Dirección General de Promoción Cultural y Acervo Patrimonial SHCP.
- Instructora del Curso Nacional de Actualización para Museos: Gestión de exposiciones temporales, organizado por CONACULTA-INBA, con sedes en Oaxaca, Oax., León, Gto. y Torreón, Coahuila (2014).
- Instructora de género en diversos cursos: Temas como literatura, historia y roles de género en el arte; y Ciencia y Feminismo para el Consejo de la Judicatura Federal (CJF), a través de la Universidad del Claustro de Sor Juana (UCSJ) (2014).
- Instructora del curso taller: Reconociendo el espacio museístico y la gestión del patrimonio cultural: SHCP a través de la UCSJ. Temas: Museología, museografía, marketing cultural, estrategias de difusión, patrimonio cultural y nuevas tecnologías (2014).
- Capacitación para la Subcomisión Mixta de Capacitación y Becas del INAH-SCAMT: Estudios de Públicos, en Puebla, Puebla. (2013).

## Publicaciones
- Texto para el catálogo de la exposición: (Re) Generando… Narrativas e imaginarios. Mujeres en diálogo. Coordinadora y curada por Karen Cordero Reiman.  Artículo: ¿Cómo llegaron a ser artistas las mujeres en diferentes periodos en México? Museo Kaluz, Ciudad de México, 2022.  ISBN: 978-607-59331-0-8[16][17]
- Imaginarios, coordinadores Fernando Huerta Rojas y Mercedes Castro Espinosa.  Artículo: Breve revisión de casos insólitos de la invisibilidad y discriminación de la historia del arte a las mujeres artistas. UACM, Ciudad de México, 2018.  ISBN: 978-607-9465-83-4

- Por una cultura de paz: cómo suprimir la violencia contra las mujeres, coordinadora Patricia Galeana.  Artículo: Visibilizando a las artistas: una forma de erradicar la discriminación.  FEMU y Flores Editor, Ciudad de México, 2016.  ISBN: 978-607-610-477-4
- Artículo: Buscando la paridad del espacio público en los museos nacionales de arte.  Revista Quid Iuris, Año 10, Volumen 30, septiembre-noviembre.  Tribunal Estatal Electoral de Chihuahua, 2015.
- Artículo: Re-conociendo los museos en México: Museo de la Mujer.  Revista Gaceta de Museos, 3ª época, agosto-noviembre de 2012, número 53, INAH, México.   ISSN: 1870-5650

## Conferencias
Con más de cincuenta conferencias a nivel nacional e internacional, ha abordado temas fundamentales como la gestión de museos con perspectiva de género e inclusión, la representación de las mujeres en la historia del arte, la discriminación en los museos y la importancia de visibilizar la historia de las mujeres, entre otros.
- “¿Quién fue Hilma af Klint?” conferencia en la noche de museos del Museo Nacional de la Acuarela y la Fundación Liceo Sofía Labastida I.A.P. 28 de febrero de 2024.
- “La historia de las artistas en el mundo del arte y los museos” para el Seminario interdisciplinario Patrimonio Cultural de La Magdalena Contreras. UACM, 17 de agosto del 2023.
- “La transición formativa de las pintoras del siglo XVIII-XIX". Para el Museo Nacional de la Acuarela "Alfredo Guati Rojo" y la Fundación Liceo Sofía Labastida, IAP. 29 de marzo de 2023.
- “¿Cómo llegaron a ser artistas mujeres en diferentes periodos en México?” Para el Museo Kaluz, 30 de noviembre de 2022.
- Conferencia “Buscando la visibilidad de los artistas en los espacios museísticos” V Coloquio Internacional de Investigación en Artes Visuales, Facultad de Diseño, Arte y Arquitectura de la Universidad Autónoma de Tlaxcala. 26 de noviembre de 2021.[18]
- 2.º Ciclo de tertulias. La vida cotidiana durante la independencia 5.ª sesión: “Cartografías de la memoria de los monumentos públicos.” 4 de noviembre de 2021. Museo de El Carmen, INAH, Ciudad de México.
- Conferencia “Curaduría feminista”, MUNAL, 27 de mayo de 2021.
- Conferencia dentro del 1.er Ciclo de Tertulias Culturales Moradas Sanangelinas, “La mujer en el arte y la cultura”, con la ponencia: Monjas, místicas y artistas del medievo al barroco, para el Museo de El Carmen , INAH: 22 de abril de 2021.
- Conversatorio “Mujeres en el arte: creación y resistencia”, en el marco de la Jornada de 8M UNAM Fes Aragón, 11 de marzo de 2021.
- ¿Por qué el 8 de marzo? Para el Centro INAH Michoacán, por Facebook live: 8 de marzo de 2021.
- Mujeres Coahuilenses por descubrir: Pilar Rioja, Magdalena Mondragón, Enriqueta Ochoa y Elena Huerta, ciclo de 4 conferencias para la Secretaría de Cultura de Coahuila, marzo 2021.
- Ciclo de conferencias “Mujeres artistas en la colección de la Secretaría de Hacienda SHCP” 2020, vía Facebook live.
- Conferencia Bienestar Social para el Instituto Mexicano del Seguro Social, Ciudad de México 31 de mayo de 2019.
- Conferencia para el Simposio Museos y Gestión Cultural UACM, Ciudad de México 17 de noviembre de 2017.
- Conferencia: La participación de las mujeres artistas en los museos mexicanos. Dentro del ciclo de conferencias El papel de la mujer y lo femenino, en la historia de México. Museo del Templo Mayor, INAH, 10 de marzo de 2017.
- Conferencia “Implementación de mejoras en la profesionalización de museos” dentro del seminario extensivo de la Cátedra Alfonso Pérez Romo, Universidad Autónoma de Aguascalientes, octubre de 2017.
- "De finca campestre a casa museo, museo Casa de la Bola emblema de Tacubaya (legado, colecciones y comunidad)". Para el seminario de análisis sobre la gestión del patrimonio cultural mexicano, INAH, Museo de El Carmen. Junio 2017.
- Conferencia magistral: "Museos e historias controvertidas, decir lo indecible en los museos." Instituto Municipal de Cultura y Educación, Torreón, Coahuila. Mayo 2017.
- "La participación de las mujeres artistas en los museos mexicanos." Dentro del ciclo de conferencias El papel de la mujer y lo femenino, en la historia de México. Museo del Templo Mayor, INAH, 10 de marzo de 2017.[19]
- Conferencista para la XVI Camarilla de Experiencias Educativas Equidad en Museos: Otra educación es posible. Diálogos: Hacia un museo no patriarcal. INAH. Septiembre 2016, Colima, Colima. 2017.
- Conferencia: Los alcances del Gestor del Patrimonio Cultural y los retos de la Difusión.  Seminario de Análisis sobre la Gestión del Patrimonio Cultural Museo de El Carmen, INAH. Octubre 2016.
- Conferencia magistral “Los museos como espacio de discriminación” II Congreso Internacional en Historia de las mujeres y estudios de género. Universidad Autónoma de Zacatecas, 8 al 11 de marzo de 2016.
- Ponente en el 10 Congreso Internacional de Museos: “Los desafíos de los Museos de las Mujeres en América Latina” 16 de octubre Universidad Iberoamericana. Ciudad de México.
- Ponente para la 9.ª Sesión ordinaria del Comité de Seguimiento y Evaluación del Pacto para introducir la Perspectiva de Género en los Órganos de Impartición de Justicia en México, para la Suprema Corte de Justicia de la Nación. Ponencia: “La visibilidad de las mujeres artistas como un factor de cambio.”  27 de junio de 2015.[20]
- Conferencia Los museos en la Comarca Lagunera como referente de identidad y desarrollo, para el Instituto Municipal de Cultura y Educación de Torreón, Coahuila. 28 de mayo de 2015.
- 2.º Coloquio de investigación La gestión de lo cultural Intersecciones entre lo social y el estado. Universidad Veracruzana. Ponencia: La gestión de exposiciones con perspectiva de género: El museo como sinónimo de equidad. 21 de mayo de 2015.
- El Instituto Nacional de Antropología e Historia a través del Museo de El Carmen. Ciclo de tertulias culturales. Ponencia: La mujer en el arte. 14 de mayo del 2015.
- Conferencia magistral para el VII Seminario Internacional de Educación Artística. En la Universidad Autónoma de Aguascalientes. El mercado del Arte.10 de abril del 2015.
- Conferencia Her-Story. Las mujeres artistas en la Historia del Arte. Para la Facultad de Artes Plásticas de la Universidad Veracruzana dentro del programa Linaje, descendencia de lo femenino. 15 de octubre del 2014.[21]
- Seminario de análisis sobre la Gestión del Patrimonio Cultural Mexicano con Perspectiva de género los museos como espacios de inclusión. INAH, Museo de El Carmen, San Ángel. Ponencia: Museología y gestión del patrimonio cultural. 2014.
- Simposio del Día Internacional de los Museos ICOM México. Un museo de historia para todos. Caso de estudio Museo Nacional de Dinamarca y Museo Nacional de Historia México. Museología Comparada. México, 2014.
- Conferencia Los vínculos creados por las colecciones de los museos, nuestra relación con la colección. INAH, Museo de El CarmenSan Ángel, México, 2014.
- Coloquio Internacional de la Historia del Arte a los Estudios de Arte Universidad Iberoamericana, Ciudad de México.  Ponencia: Buscando la paridad del espacio público: en la revisión historiográfica de las exposiciones temporales en los museos nacionales de arte. Octubre 2013. Ciudad de México.
- Coloquio de Investigación La Gestión Cultural en México: Reflexiones desde lo local. Ponencia: Gestión Cultural con Perspectiva de Género. Universidad Veracruzana, Xalapa, Veracruz. 21 de junio de 2013.
- Sexta Conferencia Internacional sobre Museos Inclusivos: The Inclusive Museum, Museology and Gender. Copenhague, Dinamarca, 2013.[22]
- III Encuentro Internacional de Investigación en Estudios de Género en el siglo XXI: Experiencias de Transversalidad. Ponencia: Buscando la equidad del espacio público: en los Museos Nacionales de Arte. Acapulco, Guerrero. Junio 2013.
- Seminario Internacional Por una Cultura de Paz: Cómo Suprimir la Violencia Contra las Mujeres, FEMU-BUAP, Puebla, 2012
- Simposio Cultura y género. Conferencia: Las complejidades de la Gestión Cultural cuándo no hay perspectiva de género. Ciudad de México, 2012.
- 3.er Congreso Internacional de Museos de Mujeres: Ponencia: Estrategias de gestión y auto sustentabilidad de los Museos de Mujeres. Buenos Aires, Argentina 2010.
- 2.º Congreso Internacional Feminista. Ponencia: En la incansable búsqueda de la visibilidad de las mujeres artistas. Buenos Aires, Argentina, 2010.
- INTERCOM:  Ponencia: ¿Dónde están las mujeres artistas en los espacios museísticos mexicanos? Torreón, Coahuila, México, 2009.